# Arnulf II van Vlaanderen
Arnulf II (ca. 960 – Gent, 30 maart 988), zoon van Boudewijn III en Mathilde van Saksen-Billung, was graaf van Vlaanderen van 965 tot aan zijn dood. Zijn vader werd in 958 door graaf Arnulf I tot mederegent aangesteld, maar overleed reeds in 962. Bij de dood van graaf Arnulf I was zijn kleinzoon, de jonge Arnulf II, vier jaar.
Arnulf volgde dus in 965 zijn grootvader op, aanvankelijk onder de voogdij van de koning van Frankrijk, Lotharius, die vóór de dood van Arnulf I had beloofd dat hij ervoor zou zorgen dat de Vlaamse edelen de jonge graaf niet zouden manipuleren voor hun eigen belang, een belofte waaraan hij zich inderdaad ook zou houden. De graven Boudewijn van Kamerijk en Dirk II van Holland traden op als regenten en wisten te voorkomen dat Vlaanderen als “onbezet” leen terugviel aan de kroon. Arnulf verloor Boulogne, Saint-Pol en Guînes aan Frankrijk, Gent en het Waasland aan Dirk II van Holland, maar keizer Otto I van het Heilige Roomse Rijk kwam tussenbeide en stopte verdere Franse veroveringen. Otto richtte de markgraafschappen  Antwerpen, Ename en Valencijn op om de Franse expansie te beteugelen.
Rond 976 liet koning Lotharius de regering aan Arnulf over, maar onthield hem het gezag over de door diens grootvader veroverde gebieden Oosterbant, Artesië, Ponthieu en Amiens.

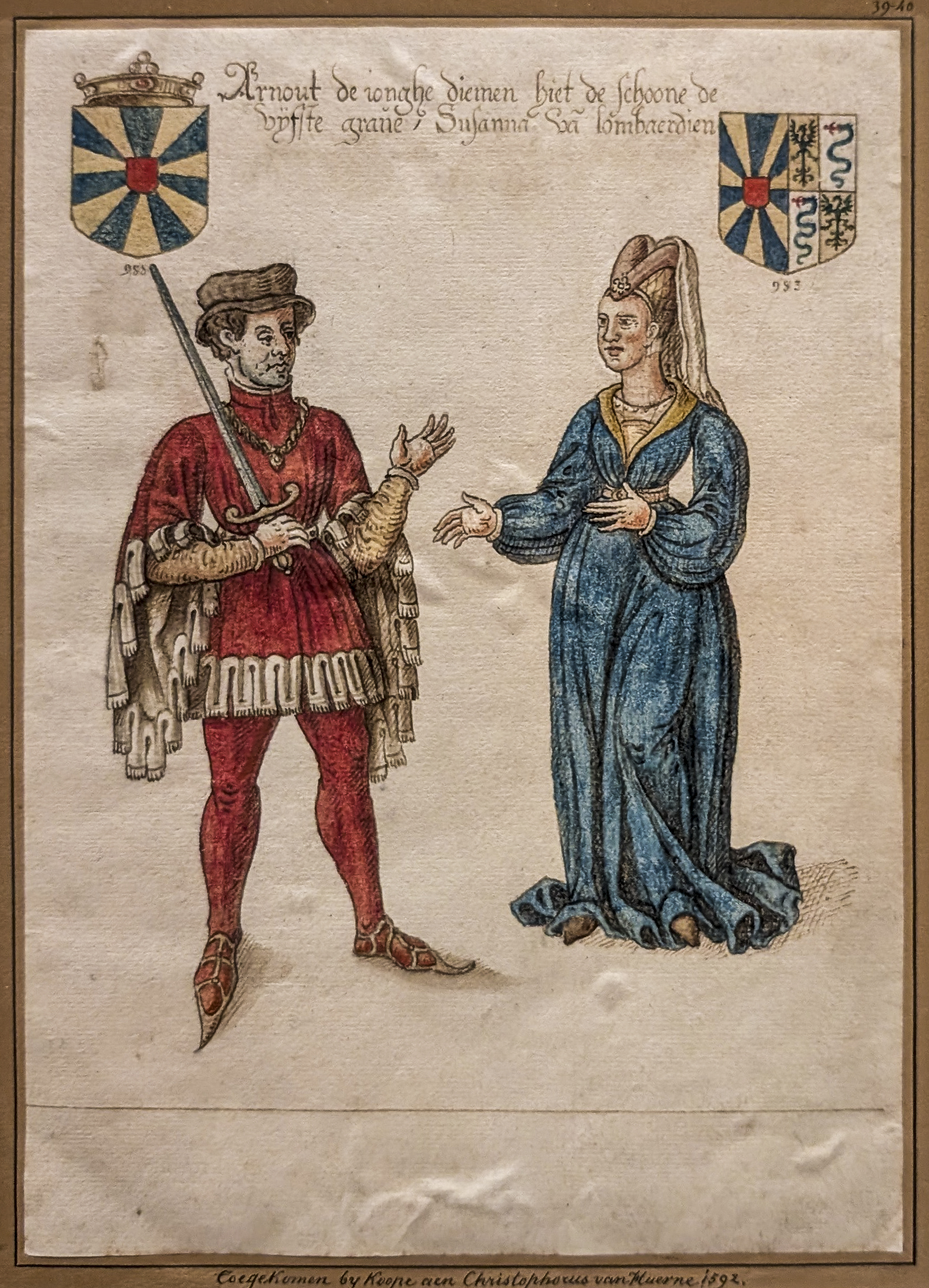
Arnulf II van Vlaanderen en Suzanna van Italië

Arnulf weigerde in 987 Hugo Capet, zoon van Hugo de Grote, als koning te accepteren omdat hij als afstammeling van Karel de Grote een voorkeur had voor de karolinger Karel van Neder-Lotharingen, die ook van Karel de Grote afstamde. Nadat Hugo echter Vlaanderen aangevallen had, erkende Arnulf hem toch nog als koning. Hij overleed aan een ziekte (hete koorts), en werd begraven in de Sint-Pietersabdij te Gent.

## Huwelijk en Kinderen
Arnulf II was in 968 gehuwd met Rosela van Ivrea, ook gekend als Suzanna van Italië (945 - Gent, 26 januari 1003), dochter van Berengarius II van Italië, koning van 950 tot 963, en van Willa van Toscane. Arnulf en Rosela kregen de volgende kinderen:
- Mathilde (? - 995)
- Boudewijn IV (ca. 980 - 1035)

## Voorouders
| Voorouders van Arnulf II van Vlaanderen | Voorouders van Arnulf II van Vlaanderen                                     | Voorouders van Arnulf II van Vlaanderen                                     | Voorouders van Arnulf II van Vlaanderen                                     | Voorouders van Arnulf II van Vlaanderen                                     | Voorouders van Arnulf II van Vlaanderen                                     | Voorouders van Arnulf II van Vlaanderen                                     | Voorouders van Arnulf II van Vlaanderen                                     | Voorouders van Arnulf II van Vlaanderen                                     |
| --------------------------------------- | --------------------------------------------------------------------------- | --------------------------------------------------------------------------- | --------------------------------------------------------------------------- | --------------------------------------------------------------------------- | --------------------------------------------------------------------------- | --------------------------------------------------------------------------- | --------------------------------------------------------------------------- | --------------------------------------------------------------------------- |
| Overgrootouders                         | Boudewijn II van Vlaanderen (865-918) ∞884 Ælfthryth van Wessex (868-929)   | Boudewijn II van Vlaanderen (865-918) ∞884 Ælfthryth van Wessex (868-929)   | Herbert II van Vermandois (884-943) ∞ 907 Adelheid van Bourgondië (890-943) | Herbert II van Vermandois (884-943) ∞ 907 Adelheid van Bourgondië (890-943) | Billung von Stubenskorn (890-967) ∞ Ermengarde of Nantes (–)                | Billung von Stubenskorn (890-967) ∞ Ermengarde of Nantes (–)                | ? (-) ∞ ? (-)                                                               | ? (-) ∞ ? (-)                                                               |
| Grootouders                             | Arnulf I van Vlaanderen (889-965) ∞934 Aleidis van Vermandois (916-960)     | Arnulf I van Vlaanderen (889-965) ∞934 Aleidis van Vermandois (916-960)     | Arnulf I van Vlaanderen (889-965) ∞934 Aleidis van Vermandois (916-960)     | Arnulf I van Vlaanderen (889-965) ∞934 Aleidis van Vermandois (916-960)     | Herman Billung (+/-900-973) ∞ Hildegarde van Westerburg (?–?)               | Herman Billung (+/-900-973) ∞ Hildegarde van Westerburg (?–?)               | Herman Billung (+/-900-973) ∞ Hildegarde van Westerburg (?–?)               | Herman Billung (+/-900-973) ∞ Hildegarde van Westerburg (?–?)               |
| Ouders                                  | Boudewijn III van Vlaanderen (940-962) ∞ 961 Mathilde van Saksen (942-1008) | Boudewijn III van Vlaanderen (940-962) ∞ 961 Mathilde van Saksen (942-1008) | Boudewijn III van Vlaanderen (940-962) ∞ 961 Mathilde van Saksen (942-1008) | Boudewijn III van Vlaanderen (940-962) ∞ 961 Mathilde van Saksen (942-1008) | Boudewijn III van Vlaanderen (940-962) ∞ 961 Mathilde van Saksen (942-1008) | Boudewijn III van Vlaanderen (940-962) ∞ 961 Mathilde van Saksen (942-1008) | Boudewijn III van Vlaanderen (940-962) ∞ 961 Mathilde van Saksen (942-1008) | Boudewijn III van Vlaanderen (940-962) ∞ 961 Mathilde van Saksen (942-1008) |
| Arnulf II van Vlaanderen (960-988)      |                                                                             |                                                                             |                                                                             |                                                                             |                                                                             |                                                                             |                                                                             |                                                                             |